# Mez detekce
Mez detekce je nejslabší signál, nebo nejmenší množství zjistitelné prostřednictvím signálu, které má dostatečnou jistotou nebo statistickou významnost; přesné určení, kdy se signál odděluje od šumu je ale volitelné a často bývá předmětem sporů.

## V analytické chemii
V analytické chemii se jako mez detekce nebo analytická citlivost (což je odlišný pojem od statistické citlivosti) označuje nejmenší množství látky, při kterém lze potvrdit její přítomnost (odlišit ji od nepřítomnosti) s určitou mírou jistoty (což bývá zpravidla 99 %).
Mez detekce se odhaduje z průměru slepého vzorku, jeho směrodatné odchylky, analytické citlivosti kalibrační křivky, a určeného intervalu spolehlivosti (který se nejčastěji volí na hodnotě 3,2). Dalším faktorem, který se uvažuje při určování meze detekce, je vhodnost a správnost modelu použitého k předvídání koncentrací.
Pokud lze kalibrační křivku vyjádřit lineární funkcí, tak vychází nejjednodušší možný model:
{\displaystyle f(x)=ax+b}
kde {\displaystyle f(x)} je změřený signál (například napětí, svítivost, nebo energie), b hodnota, na které přímka protíná osu y, a citlivost soustavy (tedy směrnice přímky, nebo funkce odpovídající měřenému signálu) a x hodnota, jako například teplota, koncentrace, nebo pH, která má být určena prostřednictvím {\displaystyle f(x)};
Mez detekce pro x se určí jako hodnota x, při níž se {\displaystyle f(x)} rovná průměrné hodnotě prázdných signálů y plus t*odpovídající směrodatná odchylka s (pokud je tato rovna nule, použije se odchylka odpovídající nejnižší naměřené hodnotě), kde t je zvolený interval spolehlivosti (pro 95% jistotu je t = 3,2).
Rozlišují se meze detekce přístroje, meze detekce metody, praktické meze stanovení, a meze stanovení. I přes podobné názvy mohou být mezi nimi rozdíly, podle použití definice a druhu šumu ovlivňujícího měření a kalibraci.

## Mez detekce přístroje
Většina analytických přístrojů vytváří signál i při analýze slepého vzorku, neobsahujícího analyt; tento signál se označuje jako šum. Mez detekce přístroje je nejnižší koncentrace analytu, která vytváří silnější signál než jsou tři směrodatné odchylky šumu. Míra šumu se určuje analyzováním osmi nebo více standardních vzorků a výpočtu směrodatné odchylky jejich zkoumáním vzniklé.
Mez detekce je podle Mezinárodní unie pro čistou a užitou chemii (IUPAC) nejnižší koncentrace analytu vytvářející signál statisticky významně silnější než signál získaný z opakovaných měření slepého vzorku.
Signál analytu na úrovni meze detekce ({\displaystyle S_{dl}}) se dá vyjádřit jako:
{\displaystyle S_{dl}=S_{reag}+3\ \sigma _{reag}}
kde {\displaystyle S_{reag}} je střední hodnota signálu opakovaně měřeného slepého vzorku a {\displaystyle \sigma _{reag}} jeho směrodatná odchylka.
V atomové absorpční spektrometrii se mez detekce obvykle určuje analýzou zředěného roztoku příslušného prvku a zaznamenáváním absorbance na určité vlnové délce. Měření se provede desetkrát. Za mez detekce tohoto prvku za daných podmínek se označí 3σ zaznamenaného absorbančního signálu pro dané podmínky: vlnovou délku, druh použitého plamenu nebo grafitové pece, chemickou matrici, přítomnost dalších látek ovlivňujících měření, přístroj...

## Mez detekce metody
Řada analytických metod, obzvláště instrumentálních, vyžaduje přípravu vzorku, například vzorek, v němž má být zjišťována přítomnost určitého kovu, nejprve reaguje s kyselinou; také se vzorky mohou před analýzou ředit nebo koncentrovat. Přidávání kroků do analýzy vytváří další chyby. Mez detekce je určena velikostí těchto chyb. Takováto celková mez detekce (zahrnující všechny kroky dané metody) se označuje jako mez detekce metody. Obvykle se analyzuje sedm vzorků, jejichž koncentrace se blíží hodnotě předpokládané u výchozího vzorku, a ze zjištěných hodnot se stanoví směrodatná odchylka, pomocí jednostranného Studentova t-rozdělení; U sedmi vzorků (kde je šest stupňů volnosti) je hodnota t odpovídající 99% intervalu spolehlivosti 3,14. Pokud je známa mez detekce přístroje, tak lze mez detekce metody namísto analýzy sedmi vzorků zvlášť odhadnout jejím vynásobením mírou zředění před analýzou tímto přístrojem; při tomto odhadu se ale nezohledňují nejistoty vznikající při přípravě vzorku a odhadnutá hodnota tak bývá nižší než skutečná.

## Mez stanovení
Mez stanovitelnosti nebo mez stanovení je nejnižší signál (nebo koncentrace), jehož hodnotu lze určit s přijatelnou správností a přesností.